# Michaela Kolster
Michaela Kolster (* 26. Mai 1964 in Verden (Aller)) ist eine deutsche Fernsehjournalistin und Moderatorin. Seit 2012 ist sie für das ZDF Programmgeschäftsführerin des Fernsehsenders Phoenix.

## Leben
Michaela Kolster besuchte bis 1984 das Freiherr-vom-Stein-Gymnasium in Leverkusen. Anschließend studierte sie bis 1987 Politische Wissenschaft, Japanologie und Neue Geschichte an der Rheinischen Friedrich-Wilhelms-Universität Bonn. 1987 studierte sie an der Sophia-Universität in Tokio und dann bis 1990 an der Waseda-Universität, ebenfalls in der japanischen Hauptstadt. Nach einem dreimonatigen Gastaufenthalt an der University of California, Los Angeles und der Berkeley University San Francisco nahm sie ihr Studium in Bonn wieder auf und schloss es zwei Jahre später mit einem Magister artium ab.
Schon von Februar bis Dezember 1989 war Kolster freie Mitarbeiterin im ZDF-Studio Tokio. Ab 1992 arbeitete sie als Chefin vom Dienst im ZDF-Hauptstadtstudio Bonn und wurde 1996 dort Korrespondentin. 1999 wechselte sie nach Berlin. Im Frühjahr 2000 fungierte Kolster als Schwangerschaftsvertretung für Gundula Gause und Anja Charlet im heute-journal und präsentierte dort für einige Monate den Nachrichtenblock als Co-Moderatorin. Bis Ende 2009 war sie Hauptstadtkorrespondentin für das ZDF in Berlin. Im Januar 2010 übernahm Kolster die Leitung des ZDF-Studios NRW in Düsseldorf.
Seit November 2012 ist Kolster ZDF-Programmgeschäftsführerin von Phoenix in Bonn. Bei Phoenix moderiert Kolster zudem die wöchentliche Talkshow Unter den Linden und das weniger regelmäßige Format forum demokratie.
Michaela Kolster ist Mitglied des Kuratoriums der Johanna-Quandt-Stiftung.